# Взятие Измаила (роман)
«Взя́тие Измаи́ла» — второй роман Михаила Шишкина, написанный в Цюрихе в 1996—1998 годах, переведённый на многие языки и принесший автору широкую известность. Опубликован в журнале «Знамя» в 1999 году, через год вышел отдельной книгой в издательстве «Вагриус». В оформлении обложки использован фрагмент картины Мемлинга «Страшный суд».  Роман посвящён Франческе Штёклин — второй жене писателя. Удостоен премии «Русский Букер» (2000).

## Содержание
Автор определил жанр книги как «тотальный роман», то есть роман обо всём. Начинается он как старинная лекция по криминологии. Вскоре появляется иной хронотоп, связанный с попытками некоего Александра Васильевича написать в XIX веке собственную биографию для энциклопедии. В традиции «нового романа» рассказчики мутируют друг в друга, сюжетные линии обрываются и начинаются заново, вступлением к ним часто служит судебная речь, которая то и дело сбивается на подробный рассказ о деле или личности. 
Согласно объяснению автора, некто собирается написать книгу, а когда сюжет начинает прокручиваться, он бросает и начинает писать заново. В итоге все сюжеты отбрасываются и прорывается жизнь современного человека, называющего себя Михаил Шишкин. После этого повествование принимает квазидокументальный характер и следует автобиографической канве.

### Смысл названия
В названии романа обыгрывается метафора жизни как крепости, которую нужно взять (в координатах романа — герою с суворовским именем Александр Васильевич). Сравнение жизни с крепостью принадлежит отцу рассказчика (подводнику). В одном из эпизодов книги мальчик мечтает сделать аттракцион с дрессированными мышами, изображающими взятие Измаила.
В «Измаиле» для себя я отвечаю, что смерть — это враг. Или вернее, так, что жизнь — это враг. Жизнь нужно брать как крепость. Со смертью нужно бороться, бороться нужно детьми и искусством, прозой, словами, собиранием коллекции. Поскольку жизнь русская, то получалось, что враг — это Россия.Михаил Шишкин

### Автобиографические мотивы
Согласно признанию самого Шишкина, «Взятие Измаила» — «объяснение в любви к монструозному отечеству» и, хотя ситуация в России меняется, глубинные отношения между людьми неизменны. В книге присутствует немало автобиографических мотивов: детство в коммуналке в Староконюшенном переулке; отец — подводник; брак со швейцаркой, у которой погиб первый муж; рождение сына в Швейцарии. Герой уезжает из России, которая видится в финале как кошмарный сон, освободиться от которого невозможно.

### Энциклопедия стилей
По словам Шишкина, главный героем «Взятия Измаила» является стиль. В книге переплетены различные стилистические приёмы: соседствуют стили высокий, казённый, непристойный, присутствуют учёные цитаты на латыни. Книга полна аллюзиями на Чехова, Льва Толстого (особенно «Воскресение»), Набокова, Сашу Соколова, Кантемира, речи знаменитых адвокатов (включая Плевако), советские судебные документы (расстрельный приговор Г. Г. Шпету), русский фольклор, рассказы иностранцев о России. Коллажная техника подразумевает использование многочисленных цитат, подчас никак не выделенных в тексте.
Несущей конструкцией текста является царапание стилей, которое играет роль, традиционно отводимую конфликтам между добром и злом, волей героя и роком, человеческим кулачком и медным всадником. Слова становятся героями, отстаивающими каждый свою картину мира, фразы – стилями. Друг о друга трутся не края фраз, но края мироощущений.Михаил Шишкин

## Восприятие
После выхода романа литературные критики приветствовали в Шишкине долгожданного наследника набоковских и соколовских традиций языковой игры. Отмечалось, что игра литературными стилями и масками не самодостаточна, а мотивирована внутренним конфликтом автора, в частности потребностью завершить разговор с покойной матерью. 
Рецензенты обращали внимание на сложность восприятия книги, где один абзац может занимать более двенадцати журнальных страниц, и соответственно, на узость круга потенциальных читателей. Председатель букеровского жюри Олег Чухонцев предостерегал от восприятия первого на русском языке опыта «нового романа» как очередной «постмодернистской дразнилки» и, как при рассмотрении полотна Филонова, призывал «отойти, чтобы увидеть целое, весь замах», ибо вблизи видно «только фрагментарно — то глаз, то ноготь, то палец».
Оппоненты романа указывали на «игровую вторичность слога», хаотичное нагромождение оборванных сюжетных линий, мнимость шишкинской полифонии, то есть принадлежность голосов многочисленных рассказчиков единому (авторскому) сознанию, что превращает повествование в затянувшийся монолог с жалобами на жизнь в России. Кроме того, автора обвиняли в спекулятивной эксплуатации темы детских страданий. 
- Лев Данилкин («Афиша»): «Шишкинский роман событие даже не русской, а мировой литературы — я перечитываю уж в третий раз; это трудная вода. Языки налезают друг на друга, обжигают пламенем читателя, выплёскиваются; пятидесятница. Все эти счастливые и несчастные семьи, по разным временам разбросанные, как выясняется, семья одна и та же — самого Шишкина, многажды клонированная. В эпилоге всё откроется — откуда все эти мальчики кровавые да жены сумасшедшие. И совпадения все окажутся неслучайными, и названы будут прототипы. И обнаружится ядро: погибший ребенок, который был ли, не был — не нашего ума дело.»[13].
- Елизавета Новикова («Коммерсантъ»): «Шишкин целиком рассчитывает на компетентного читателя — с ним, прошедшим сквозь лес исторических стилизаций, в заключительном фрагменте писатель поделится своей реальной трагедией. Становится понятно, почему роман распадается на две неравные части: весь сыр-бор затеян Михаилом Шишкиным ради того, чтобы попытаться изжить свою интимную боль. Лично я благодарна ему за такое доверие, хотя после „Взятия Измаила“ мое человеческое сочувствие в какой-то степени было анестезировано эстетическим холодом.»[14].
- Михаил Эдельштейн («Русский журнал»): «Главным событием в прозе последних полутора десятилетий для меня остается роман М. Шишкина „Взятие Измаила“. А главной загадкой этого романа — соотношение его огромного хаотичного зачина и пронзительной документальной коды. <…> Две части романного целого оказываются спаяны так, что мы не только не можем ответить на вопрос, какая же из них важнее, ради какой написан роман, но и отделить одну от другой. Космос и хаос, язык и немота, усложненная структура и простенькое автобиографическое повествование не существуют друг без друга.»[5].
- Андрей Немзер («Время новостей»): По сравнению с предыдущим романом «Шишкин расширил цитатный арсенал (и XVIII век в дело пошел, и допетровская книжность), понял, что „мягкий“ тон особенно трогает в сочетании с „грубой“ (натуралистичной) фактурой, научился делать значимые умолчания и более-менее хитро запутывать простенький сюжет, показал, что с композиционными кульбитами, лейтмотивной техникой и потоком сознания управляется на уровне мировых стандартов. История оказалась совсем уж свирепой, а призрачный страдалец-герой (распыленный на персонажей из разных временных пластов и мягко, но настойчиво отождествляемый с жизненным „я“ писателя) совсем уж трогательным и безвинным.»[15].
- Мария Ремизова («Независимая газета»): «Читать „Взятие Измаила“ в общепринятом смысле невозможно. Мозаика не связанных между собой „эпизодов“ не позволяет удерживать в памяти предыдущие куски. Если Михаил Шишкин хотел воссоздать иллюзию хаоса, то это ему удалось — и в самой превосходной степени. <…> Какофония хаотических фрагментов  имеет целью прежде всего заявить равноценность и релятивность решительно всех жизненных проявлений. Автор нарочно вводит в текст „чувствительные“ эпизоды, где читатель, ловясь на его удочку, неожиданно для себя начинает сопереживать, — но тут фрагмент обрывается, и читатель остается с носом.»[17].
- Вадим Руднев увидел в успехе «плохого текста» свидетельство эстетической деградации литературного процесса в России: «Сочетание безвкусных, мало связанных между собой предложений, которые написало существо, напрочь лишенное каких бы то ни было признаков литературного дарования. В плане сюжета роман представляет собой полнейшую модернистскую неразбериху: в процесс, на котором оправдывают мать, убившую младенца, почему-то врываются вдруг боги Сварог и Мокошь, причем Сварог пирует в Пицунде, а Мокошь отправляют на Колыму. В плане стиля это сочетание шинельного „потока сознания“, то есть косноязычной речи подвыпившего неумного московского интеллигента, и наивного, грубейшего в своей наивности идиотического неомифологизма.»[18].

### Награды
- «Русский Букер» (1999)
- Премия журнала «Знамя» (1999)
- Премия «Глобус» (1999) за произведение, способствующее сближению народов и культур, назначенная ВГБИЛ им. М. И. Рудомино[19][20]

## Адаптации
Mосковский театр МОСТ поставил спектакль по мотивам романа «Взятие Измаила». Режиссёр-постановщик — Георгий Долмазян. В ролях: И. Королёв / А. Захаров, П. Сеплярский, Е. Каркищенко / А. Муравьёва, Г. Трусов, У. Зябкина / Л. Любимова, Т. Станиславская / А. Голотова, Е. Алексашина, Ю. Вергун, Д. Чуриков, П. Золотарёв, Ф. Велиев, Ю. Огульник, Е. Никулин..
- «Аттракцион», постановка в театре МОСТ по роману «Взятие Измаила»
- Катя, ещё весёлая
- Александр Васильевич
- Александр Васильевич и Ольга Вениаминовна
- Александр Васильевич и Лариса Сергеевна
- Света